# El Peñón (kommun i Colombia, Bolívar)
El Peñón är en kommun i Colombia.   Den ligger i departementet Bolívar, i den norra delen av landet, 500 km norr om huvudstaden Bogotá. Antalet invånare är 7 807.